# Münchner Forum

Logo des Münchner Forums

Das Münchner Forum e.V. ist ein gemeinnütziger Verein in München, der sich für Bürgerbeteiligung in der Münchner Stadtplanung einsetzt.

## Vereinsstruktur
Das Münchner Forum hat rund 160 Mitglieder, unter denen die Gründungsmitglieder und Institutionen Industrie- und Handelskammer für München und Oberbayern, Handwerkskammer für München und Oberbayern, die Münchner Zeitungsverlage, der DGB, die Lehrstühle für Geographie und Stadtplanung der Münchner Universitäten, verschiedene Fachverbände und die Kirchen vertreten sind. Daneben sind Münchner Unternehmen und Politiker Mitglied, Planungsbüros, Architekten, Privatpersonen sowie die Landeshauptstadt München. 
Die inhaltliche Arbeit wird nicht vom Vorstand organisiert, sondern der gewählte Programmausschuss mit seinen 60 Mitgliedern beschließt ein jährliches Arbeitsprogramm. Damit soll die inhaltliche Unabhängigkeit gegenüber den politischen Akteuren im Vorstand sichergestellt werden. Die ehrenamtlich Aktiven engagieren sich in Arbeitskreisen und Projektgruppen zu aktuellen Themen der Stadtentwicklung in München und Umgebung. Veröffentlicht werden die Ergebnisse anschließend in Form von Pressemitteilungen, Veranstaltungen, der Online-Zeitschrift „Standpunkte“, über Social Media (Website, Instagram, Facebook) und im Radio. In der Geschäftsstelle arbeiten Mitarbeiterinnen und Mitarbeiter in allen Bereichen der Organisation, Administration und im inhaltlichen Support.
Vorsitzender des Vereins ist seit 2021 der Architekt Klaus Friedrich, den Programmausschuss leiten Eric Treske und Michael Schneider. Der Verein finanziert sich aus Mitgliedsbeiträgen, Spenden und zu einem erheblichen Teil über einen Zuschuss der Landeshauptstadt München.

## Geschichte

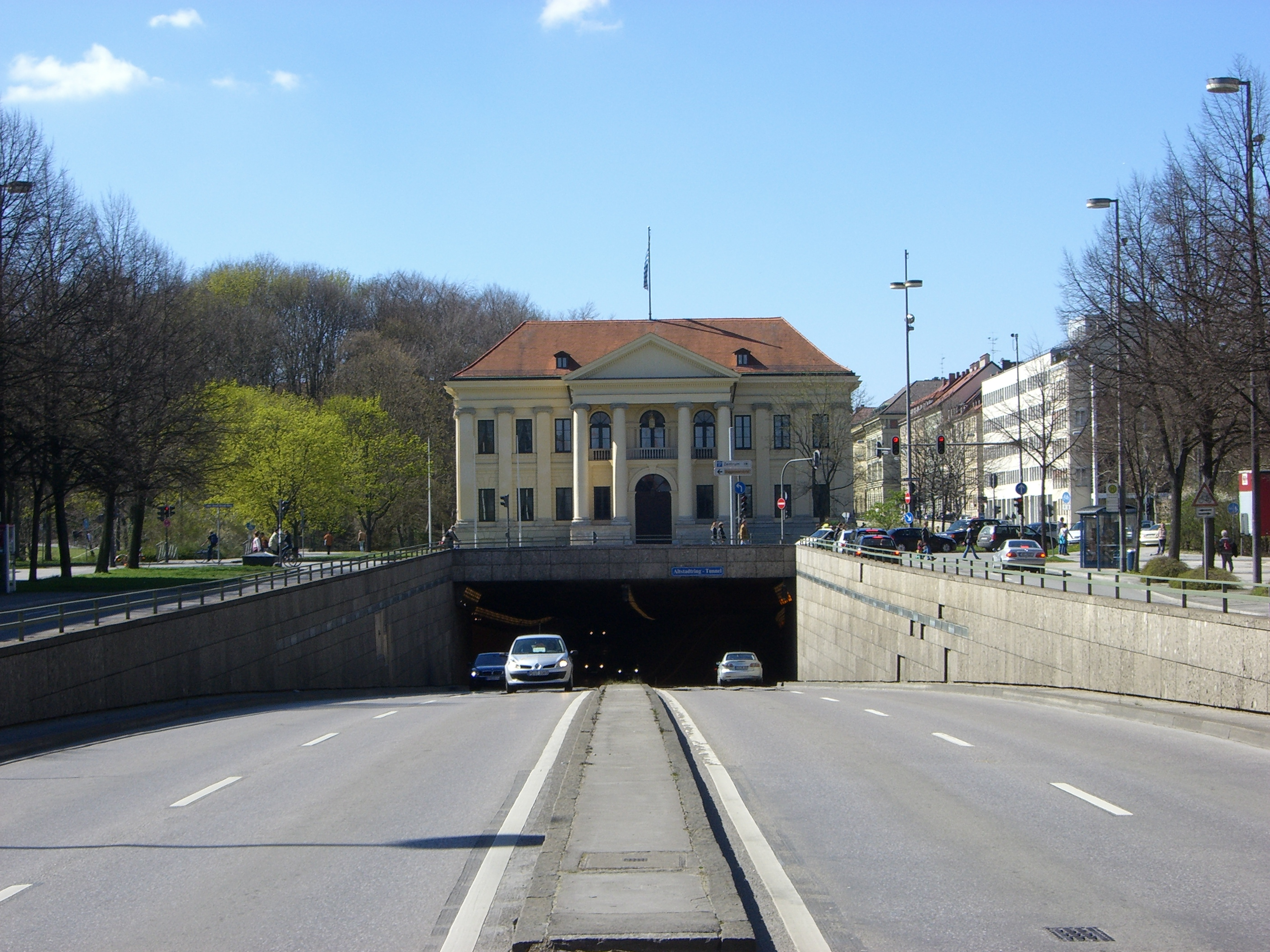
Der Altstadtringtunnel direkt unter dem historischen Prinz-Carl-Palais

Nach dem Abschluss des unmittelbaren Wiederaufbaus der Stadt nach dem Zweiten Weltkrieg regte der neue, junge Oberbürgermeister Hans-Jochen Vogel ab 1960 einen großen Planungsprozess für die weitere Entwicklung Münchens an. Daraus ging der Stadtentwicklungsplan 1963 hervor, der im Bereich des Verkehrs das Konzept „autogerechten Stadt“ vertrat. Für den Bau des Altstadtrings wurden Gebäudezeilen abgerissen und 1967 das Prinz-Carl-Palais, damals der Amtssitz des Bayerischen Ministerpräsidenten, untertunnelt. Gegen die Baumaßnahmen und weitergehende Pläne regte sich Widerstand in Fachkreisen unter Architekten und Studenten der Bauwissenschaften. Mit Zustimmung der Stadt gründeten Kritiker unter dem Dach des städtischen Bauzentrums eine Redaktion Münchner Bauforum, die Veranstaltungen und Veröffentlichungen zur Stadtplanung erarbeitete.
Nach Konflikten mit der Stadtverwaltung und dem Ende der Zusammenarbeit mit dem Bauzentrum gründeten die Kritiker den Verein Münchner Bauforum. Hier wurden in öffentlichen Diskussionen die städtischen Pläne analysiert und Alternativen vorgestellt.
Im Zuge der Verwirklichung der Pläne erkannte Oberbürgermeister Vogel die Berechtigung der Kritik der Bürger und der externen Fachleute an der Arbeit der Stadtverwaltung. In seinem Rückblick auf die Amtszeit als Oberbürgermeister schrieb er 1972: „Ich werde nie wieder einen Plan der Verwaltung unterschreiben, der nicht vorher öffentlich diskutiert wurde.“
Vogel regte an, die Arbeit des Vereins auf eine institutionelle Grundlage zu stellen und am 4. April 1968 wurde unter anderem von verschiedenen Kammern, Verbänden und Gewerkschaften, das Münchner Diskussionsforum für Stadtentwicklungsfragen ins Leben gerufen, welches 1972 unter dem Namen Münchner Forum (Diskussionsforum für Entwicklungsfragen e.V.) als gemeinnütziger Verein eingetragen wurde.
Seitdem hat das Münchner Forum sich maßgeblich an der Münchner Stadtplanung beteiligt. Es erarbeitete in seinen ersten Jahren eine alternative Planung für das Lehel, das von der Verkehrsplanung um dem Ausbau des Altstadtrings stark betroffen war. Die Planungen des Münchner Forums führten dazu, dass das Lehel 1971 vom Kerngebiet entsprechend dem Stadtentwicklungsplan zum Wohngebiet umgewidmet wurde. Zu den Erfolgen des Vereins zählen die Erhaltung der Seidlvilla und Umgestaltung als Bürgerhaus mit vorwiegend kulturellen Veranstaltungen, die Neuplanung des Elisabethplatzes, die Reduzierung des Baukörpers der Bayerischen Staatskanzlei am Hofgarten, der Verzicht auf eine durchgehende Isar-Magistrale, die Verhinderung von geplanten Eingriffen in das Olympiastadion, Einfluss bei der Gestaltung des Alten Hofs und Beiträge zur Diskussion um Hochhäuser in München. Weitere Themen waren Bauherrenspekulation, Luxussanierung oder Baumschutz. Mit dem Arbeitskreis Attraktiver Nahverkehr war das Münchner Forum am Erhalt der Trambahn München trotz des bereits erfolgten Stilllegungsbeschlusses beteiligt.
Darüber hinaus war und ist der Verein aktiv, bei der Planung von neuen Stadtvierteln, wobei er sich immer für kleinteilige Strukturen in menschlichen Dimensionen eingesetzt hat.
Zweimal wurde dem Verein der städtische Zuschuss soweit gekürzt, dass die ehrenamtliche Arbeit stark eingeschränkt war: unter SPD-Bürgermeister Georg Kronawitter und seinem CSU-Nachfolger Erich Kiesl. In beiden Fällen wurden Haushaltsgründe benannt, obwohl die Stadt gerade zu diesen Zeiten finanziell gut dastand. Mitgründer und damaliger Akteur Karl Klühspies spricht daher von „Unbotmäßigkeit“ des Vereins als wahrem Grund für die Mittelkürzungen.

## Ziele
Der Verein bildet die Schnittstelle zwischen Bürgerengagement und den Interessen der Stadt (Verwaltung und Politik), in Bezug auf Stadtentwicklungsfragen. „Das Münchner Forum ist Anwalt der Bürger und ‚Sprachrohr‘ zwischen Stadt und Öffentlichkeit“. Mit einem Fokus auf der Bürgerbeteiligung, erarbeitet das Münchner Forum in Projekten, Veranstaltungen und in den Medien gesellschaftlich relevante Themen der Stadtentwicklung.

## Aktivitäten
Die praktische Arbeit des Vereins findet über Arbeitskreise statt. Diese geben sich ein Arbeitsprogramm.
- Der Arbeitskreis Nachbarschaftsviertel befasst sich mit einer sozialen und nachhaltigen Quartiersentwicklung, wie sie auf der Schwanthalerhöhe und am Gärtnerplatz ab dem Jahr 2025 unter dem Namen Nachbarschaftsviertel in München erprobt werden soll.
- Der Arbeitskreis Wer beherrscht die Stadt? setzt sich genau mit dieser Kernfrage auseinander und sucht nach den prägenden Kräften der Stadt. Planungsgeschehen und die Gestaltung des städtischen Lebensraumes in München sowie strategische Planungsprojekte und die mögliche Reform der kommunalen Bodenordnung sind hier die Hauptthemen.
- Ziel des Arbeitskreises Junges Forum ist es, junge Menschen als potentielle Mitglieder für das Münchner Forum zu gewinnen.
- Der Arbeitskreis Attraktiver Nahverkehr zur Verbesserung des öffentlichen Nahverkehrs in München ist in die Strukturen des Münchner Forums eingebunden.
- Mit der Frage, wovon die Entwicklung der Innenstadt seit ca. 1990 bestimmt wurde und wird, beschäftigt sich der Arbeitskreis Innenstadt.

Weitere Arbeitskreise beschäftigen sich mit Themen wie Lärmminderung, der Renaturierung der Isarauen (Isar-Plan), zukunftsorientierte Lösungen für die S-Bahn-Stammstrecke und aktuellen Geschehnissen.

### Medien
Das Online-Magazin Standpunkte erscheint alle drei Monate auf der Website des Vereins. Außerdem geht das Münchner Forum bei Radio Lora jeden fünften Montag im Monat mit Forum aktuell auf Sendung.